# Walter Voss (Politiker, 1907)

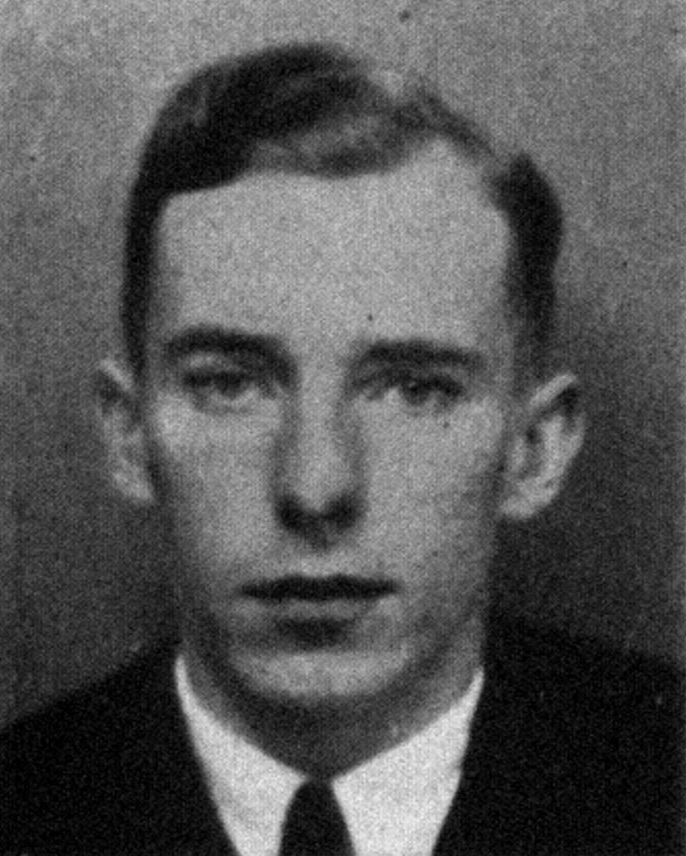
Voss’ offizielles Reichstagsporträt, 1932

Walter Voss (* 31. Juli 1907 in Berlin; † 21. März 1983 in Ost-Berlin) war ein deutscher Politiker (KPD, SED).

## Leben
Walter Voss besuchte die Volksschule in Berlin. Anschließend absolvierte er eine vierjährige Lehre zum Maschinenbauer. In den folgenden Jahren war er in verschiedenen Berliner Metallbetrieben als Schlosser tätig. Seit 1924 war er Mitglied des Deutschen Metallarbeiterverbandes. 1925 wechselte er in den KJBD. Ende der 1920er Jahre heiratete Voss.
1927 trat Voss in die Kommunistische Partei Deutschlands (KPD) ein. Im Juli 1932 wurde er als Kandidat seiner Partei für den Wahlkreis 3 (Potsdam II) in den Reichstag gewählt, dem er bis zum November 1932 angehörte.
Nach der „Machtergreifung“ 1933 wurde Voss als bekannter Kommunist verfolgt. Nach dem Zweiten Weltkrieg trat er der Sozialistischen Einheitspartei Deutschlands (SED) bei und wurde bei der ersten Berliner Wahl 1946 in die Stadtverordnetenversammlung gewählt.
1954 bis 1956 war er Sekretär des Freien Deutschen Gewerkschaftsbundes von Ost-Berlin.

## Auszeichnungen
- 1977: Vaterländischer Verdienstorden in Gold